# Disección de la arteria Vertebral
La disección de la arteria vertebral es un desgarro en forma de colgajo del revestimiento interno de la arteria vertebral, que se encuentra en el cuello, recorre todos los agujeros de las apófisis transversa de las vértebras cervicales, y suministra sangre al cerebro.  Los síntomas iniciales son generalmente una aparición repentina de dolor de cabeza y dolor de cuello unilateral. Esto puede ir acompañado de síntomas de accidente cerebrovascular, como dificultad para hablar, problemas de coordinación o visión doble . Las complicaciones pueden incluir sangrado subaracnoideo. 
Esta lesión se pueda dar después de una lesión física en la zona del cuello o nuca, como tos, colisión de tránsito, estrangulamiento o manipulación quiropráctica, pero también pueden ocurrir de manera espontánea.  Las personas con un trastorno del tejido conectivo, como el síndrome de Ehlers-Danlos, tienen un mayor riesgo. Después del desgarro, la sangre ingresa a la pared arterial y forma un coágulo, lo que engrosa la pared arterial y, a menudo, impide el flujo sanguíneo. El diagnóstico suele realizarse mediante tomografía computarizada o resonancia magnética con contraste. 
El tratamiento suele ser con fármacos antiplaquetarios como la aspirina o con anticoagulantes como la heparina o la warfarina. Alrededor del 10% de las personas mueren al inicio. De los que sobreviven a este período inicial, alrededor del 75% se recupera completamente o con un impacto mínimo en el funcionamiento, el resto tiene una discapacidad más grave y alrededor del 2% muere por complicaciones. 
La disección de la arteria vertebral ocurre en aproximadamente 1 de cada 100.000 personas por año. Es menos común que la disección de la arteria carótida (disección de las arterias grandes en la parte frontal del cuello). Las dos afecciones juntas representan entre el 10% y el 25% de los accidentes cerebrovasculares no sangrantes en personas jóvenes y de mediana edad. La afección fue descrita completamente por primera vez en la década de 1970 por el neurólogo canadiense C. Miller Fisher . 